# Chi (kana)

En l'escriptura japonesa, ち en hiragana o チ en katakana són dues mores. Es pronuncia com txi en català, és a dir /tʃi/. Ocupen la 34a posició en el sistema modern d'ordenació alfabètica gojūon (五十音), entre む i も. En katakana es pot confondre amb el kanji pel nombre mil (千, sen), que té una grafia similar, però té una pronunciació i significat completament diferent. En fonologia, una mora és la unitat superior al segment i inferior a la síl·laba.
Pot dur l'accent dakuten: ぢ, ヂ, però aquestes formes són poc comunes perquè a la majoria de dialectes es pronuncien ji /ʒi/ igual que じ i ジ. Aquesta característica dialectal s'anomena yotsugana. Principalment representen una consonant sonora (amb rendaku) a meitat d'una paraula composta.
Moltes onomatopeies que comencen amb ち pertanyen a coses petites o ràpides.

## Romanització
- ち, チ es romanitzen com «chi» segons el sistema Hepburn modificat d'acord amb la pronúncia.[5] Es romanitzen com «ti» als sistemes Kunrei-shiki i Nihon-shiki d'acord amb la posició en l'alfabet japonès.
- ぢ, ヂ es romanitzen com «ji» segons el sistema Hepburn modificat[5] d'acord amb la pronúncia. Es romanitzen com «zi» al sistema Kunrei-shiki i com «di» al sistema Nihon-shiki.

## Escriptura
|  | * El caràcter ち s'escriu amb dos traços: 1. Traç horitzontal, d'esquerra a la dreta, lleugerament ascendent. 2. Traç vertical, que creua l'anterior, i després dibuixa un arc. |
|  | * El caràcter チ s'escriu amb tres traços: 1. Traç obliquo descendent, de dreta a esquerra. 2. Traç horitzontal d'esquerra a dreta, dibuixat sota el primer i un xic més llarg. 3. Traç vertical descendent, que creua els dos anteriors pel centre, i després es corba a l'esquerra. |